# Giro di Lombardia 1923
Il Giro di Lombardia 1923, diciannovesima edizione della corsa, fu disputata il 27 ottobre  1923, su un percorso totale di 250 km. Fu vinta dall'italiano Giovanni Brunero, giunto al traguardo con il tempo di 9h27'35", alla media di 26,470 km/h, precedendo i connazionali Pietro Linari e Federico Gay.
Presero il via da Milano 128 ciclisti e 40 di essi portarono a termine la gara.

## Ordine d'arrivo (Top 10)
| Pos. | Corridore            | Squadra         | Tempo    |
| ---- | -------------------- | --------------- | -------- |
| 1    | Giovanni Brunero     | Legnano-Pirelli | 9h27'35" |
| 2    | Pietro Linari        | Legnano-Pirelli | a 18'37" |
| 3    | Federico Gay         | Atala           | s.t.     |
| 4    | Ottavio Bottecchia   | Ganna           | s.t.     |
| 5    | Giovanni Trentarossi | Berettini-Monza | s.t.     |
| 6    | Livio Cattel         | -               | s.t.     |
| 7    | Pietro Bestetti      | Berettini-Monza | s.t.     |
| 8    | Emilio Malacrida     | -               | s.t.     |
| 9    | Ermanno Vallazza     | -               | s.t.     |
| 10   | Giuseppe Enrici      | Legnano-Pirelli | s.t.     |